# 西郊街道 (景德镇市)
西郊街道，是中华人民共和国江西省景德镇市昌江区下辖的一个乡镇级行政单位。

## 行政区划
西郊街道下辖以下地区：
森林社区、公园路社区、淘金岭社区、油榨套社区、东风坦社区、凤凰山社区、汪王庙社区、蟠龙岗社区、一心桥社区、金鱼山社区、官庄社区、昌明社区、胜利社区、黎明社区、吕蒙社区、华风社区、建国社区、亭子下社区、历尧社区和景波社区。